# Липа (Белтинці)
Липа (словен. Lipa) — село в общині Белтинці, Помурський регіон, Словенія. Село знаходиться в 4 км від адміністративного центру общини Белтинці. Вперше в письмових джерелах село згадується у 1322 році.
Село найбільш відоме вирощуванням картоплі та приготуванням картопляних страв, особливо зі смаженого картопляного тіста. Щорічно в літні місяці в селі влаштовують фестиваль під назвою «Картопляна ніч», для якої місцеві жителі готують традиційні картопляні страви.